# Jean Terlier
Jean Terlier, né le 2 mars 1977 à Toulon (France), est un avocat et homme politique français. Membre du parti Renaissance, il est député de la 3e circonscription du Tarn depuis 2017.

## Biographie

### Jeunesse et formation
Jean Terlier naît le 2 mars 1977 à Toulon, dans le Var.

### Carrière professionnelle et débuts en politique
Juriste de formation, il est avocat spécialisé en droit rural et en droit de l'agro-alimentaire, associé dans un cabinet albigeois.
Élu conseiller municipal d'opposition à Lavaur en 2014 sur la « liste d'ouverture » menée par le socialiste Christian Cayla,,, il se situe au centre-droit et rejoint En marche après la primaire de la droite et du centre lors de laquelle il vote pour Alain Juppé, jugeant le programme de François Fillon « trop droitier ».

### Député
Candidat LREM lors des élections législatives de 2017 dans la 3e circonscription du Tarn, alors que la députée sortante, Linda Gourjade (PS), a été éliminée au premier tour, il est élu avec 52,11 % des voix lors du second tour, face au maire de Lavaur, Bernard Carayon (LR),.
En mars 2019, il démissionne du conseil municipal, reprochant au maire de le réunir désormais le mardi, jour où ses obligations de député l'empêchent d'être présent. Lors des municipales de 2020, il montre un temps un intérêt pour la mairie de Castres (la plus grande ville de sa circonscription), avant de soutenir finalement une liste à Lavaur battue au premier tour avec 12,98 % des voix.
Député du groupe LREM, il siège à la commission des Lois où il rapporte un avis portant sur une réforme de l'ordonnance de 1945 (pour améliorer le dispositif légal appliqué aux mineurs délinquants). Il est membre du groupe de travail sur les activités viticoles. En 2020, il est rapporteur, avec Antoine Savignat, d'une mission parlementaire sur les baux ruraux qui propose notamment de rendre obligatoire la rédaction par écrit du bail convenu et de pratiquer systématiquement un état des lieux des terres louées.
En septembre 2018, lors des débats sur la fraude fiscale, il fait partie des « députés-avocats » cités dans une polémique pour conflit d'intérêts par Jean-Christophe Lagarde qui leur reproche d'avoir demandé la suppression de l'amende prévue pour les cabinets d'avocats concourant par leurs conseils à l’évasion fiscale. Ils estimaient la procédure injustement automatique,.
Lors des élections législatives de 2022, il est candidat pour La République en marche et est réélu député de la troisième circonscription du Tarn le 19 juin 2022 au second tour avec 53,71 % des voix face à son concurrent Julien Lassalle (candidat de La France insoumise).
À la suite de la dissolution de l'Assemblée nationale au soir des élections européennes le 9 juin 2024, il se porte candidat aux législatives anticipées de 2024, sans aucune référence ni au parti Renaissance ni à Emmanuel Macron. Lors des élections législatives de 2024, il est réélu député le 7 juillet 2024 au second tour avec 50,99 % des voix face à Guilhem Carayon (candidat LR-RN).

### Polémique
En 2024, il préside une commission d'enquête parlementaire à l'Assemblée nationale afin de contrôler le montage juridique et financier de l'autoroute A69 (Autoroute reliant Toulouse et Castres), objet de vives critiques. La polémique vient du fait que son épouse est l'une des dirigeantes des Laboratoires Pierre Fabre, ce groupe pharmaceutique étant principal lobbyiste de ce projet, qui est aussi indirectement présent au contrat de concession de cette autoroute.